# Compunet
Compunet var en interaktiv onlinetjänst baserad i Storbritannien, som vände sig huvudsakligen mot Commodore 64-användare men senare även till Commodore Amiga och Atari ST. Tjänsten var känd under namnet CNet bland dess användare.
Tjänsten var igång från 1984 tills den stängdes i maj 1993.